# Gabriel Franco
Gabriel Franco López (Astorga, 14 de octubre de 1897 – Madrid, 29 de enero de 1972) fue un político español, ministro de Hacienda durante la Segunda República.

## Biografía
Nació en Astorga el 14 de octubre de 1897. Licenciado en Derecho por la Universidad Central, amplió sus estudios en Alemania.  Fue catedrático de las Universidades de Murcia, Zaragoza y Salamanca.
Con la proclamación de la Segunda República Española inicia su carrera política presentándose a las elecciones de 1931 por Acción Republicana obteniendo un escaño por la circunscripción de León. Volvió a obtener un escaño por León en representación de Izquierda Republicana en las elecciones de 1936.
Fue ministro de Hacienda entre el 19 de febrero y el 13 de mayo de 1936.
Tras finalizar la guerra civil española se exilió en México, de donde pasó a Puerto Rico. En 1967 regresó a España y falleció en Madrid el 29 de enero de 1972.